# Fernando Relvas
Fernando Carlos Nunes de Melo Relvas (Lisboa, 20 de setembro de 1954 - Amadora, 21 de novembro de 2017) foi um desenhador e autor de banda desenhada português.
Colaborou em numerosas publicações, como a revista Tintim, o semanário Se7e ou O Inimigo. Publicou vários álbuns de bd, entre os quais se destacam Karlos Starkiller, L123 e O Nosso Primo em Bruxelas.